# Dorothy Wordsworth

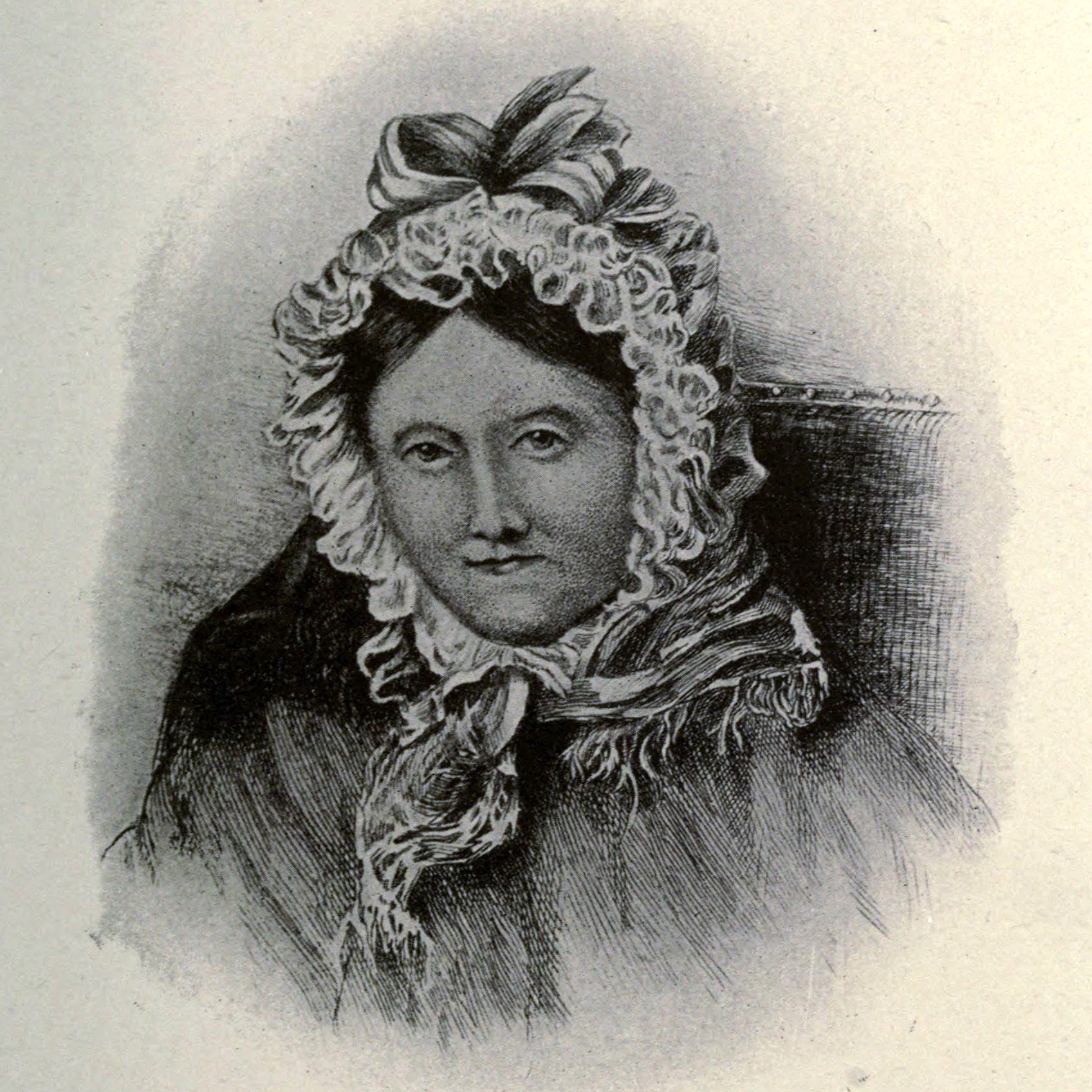
Dorothy Wordsworth

Dorothy Mae Ann Wordsworth (Cockermouth, 25 december 1771 – Rydal Mount, 25 januari 1855) was een Engels dichteres en dagboekschrijfster.
Dorothy was de een jaar jongere zus van de dichter William Wordsworth en heeft, zelf ongetrouwd, een groot deel van haar leven bij hem gewoond. Zij ambieerde zelf geen carrière als schrijfster en tijdens haar leven is er niets van haar gepubliceerd. Wel is zij, via haar dagboeken en geschriften over herinneringen van tochten en wandelingen met haar broer, van invloed geweest op Williams werk.
Vanwege de voortijdige dood van haar ouders (haar moeder stierf toen ze zes was, haar vader toen ze twaalf was) bracht Dorothy haar jeugd door bij verschillende familieleden. In 1799 trok zij in bij haar broer, in 'Dove Cottage' in Grasmere. In 1802 trouwde William met Mary Hutchinson, met wie zij goed bevriend raakte.
In 1829 werd zij ziek en de laatste decennia van haar leven had zij te kampen met lichamelijke en later ook geestelijke ongemakken.
Volgens de Britse letterkundige Ernest de Sélincourt (1870-1943) was het postuum uitgegeven reisverhaal Recollections of a Tour Made in Scotland, A. D. 1803 haar meesterwerk.